# Etyfoor
S.V. Etyfoor is een zaalvoetbalvereniging, die op 26 april 1984 is opgericht. De thuiswedstrijden spelen zij in Sporthallen Zuid in Amsterdam. Er zijn momenteel 3 zaalvoetbalteams die onder deze vereniging spelen, in verschillende klassen voor de KNVB in District West I.

## Competitie
| Seizoen   | Etyfoor 1   | Etyfoor 2  | Etyfoor 3  |
| --------- | ----------- | ---------- | ---------- |
| 2019/2020 | onbekend    | onbekend   | onbekend   |
| 2018/2019 | 2de klasse  | 2de klasse | 3de klasse |
| 2017/2018 | 2de klasse  | 3de klasse | 3de klasse |
| 2016/2017 | 1ste klasse | 3de klasse |            |
| 2015/2016 | 1ste klasse | 3de klasse |            |
| 2014/2015 | 2de klasse  | 3de klasse |            |
| 2013/2014 | 2de klasse  | 2de klasse |            |
| 2012/2013 | 2de klasse  | 2de klasse |            |
| 2011/2012 | 3de klasse  | 2de klasse |            |
| 2010/2011 | 3de klasse  | 2de klasse |            |

## Toernooien
TISC (Trommel Indoor Soccer Cup)
TISC is een jaarlijks 2-daags internationaal futsal (indoor soccer) toernooi, georganiseerd door VV Drienerlo, de voetbalclub van de Universiteit van Twente. De Trommel Indoor Soccer Cup vond voor het eerst plaats in 1993 en is sindsdien uitgegroeid tot een groot internationaal toernooi van een hoogwaardig niveau. Er hebben ook Europa-cup deelnemers aan meegedaan. Vooral uit het oosten van Europa komen veel teams van voornamelijk universiteiten, bijvoorbeeld uit Rusland, Wit-Rusland, Polen, Moldavië en Bulgarije, maar ook teams uit Duitsland, Engeland en Nederland. Het toernooi vindt meestal begin december plaats.
| Toernooi | Jaar | Ronde        |
| -------- | ---- | ------------ |
| TISC     | 2017 | Kwart-finale |
| TISC     | 2016 | Kwart-finale |
| TISC     | 2015 | Kwart-finale |
| TISC     | 2014 | Winnaar      |
| TISC     | 2013 | 3de plaats   |

## Prestaties
| - 2017: Kwart-finale TISC toernooi - 2015: Kampioen 2de klasse - 2014: Winnaar TISC toernooi - 2013: Kampioen 3de klasse - 2013: 3de plaats TISC toernooi |

## Sponsoren
De zaalvoetbalclub Etyfoor 1, wordt gesponsord door het IT softwarebedrijf Your Test Professionals.